# مارك إليوت
مارك إليوت (بالإنجليزية: Mark Elliott)‏ (20 مارس 1959 في المملكة المتحدة - ) هو لاعب كرة قدم ويلزي في مركز الوسط. لعب مع برايتون أند هوف ألبيون وكارديف سيتي ونادي بورنموث ونادي تون بينتري ونادي جامعة كارديف ميتروبوليتان ونادي ميرثير تيدفيل ‏ ونادي ويمبلدون ووالتون وهرشام ‏.